# Hermansson
Hermansson bzw. Hermanson ist ein ursprünglich patronymisch gebildeter schwedischer Familienname mit der Bedeutung „Sohn des Herman“ bzw. „Hermans Sohn“.

## Namensträger

### Hermanson
- Åke Hermanson (1923–1996), schwedischer Komponist
- Kara Hermanson Salmela (* 1972), US-amerikanische Biathletin
- Kristian Hermanson (* 1971), schwedischer Musiker
- Marie Hermanson (* 1956), schwedische Schriftstellerin und Journalistin

### Hermansson
- Andreas Hermansson (* 1973), schwedischer Fußballspieler
- Anna Hermansson (* 1969), schwedische Biathletin
- Carl-Henrik Hermansson (1917–2016), schwedischer Politiker
- Daniel Hermansson (* 1982), schwedischer Eishockeyspieler
- Hanna Hermansson (* 1989), schwedische Leichtathletin
- Kersti Hermansson (* 1951), schwedische Chemikerin und Hochschullehrerin
- Mia Hermansson (* 1992), schwedische Judoka
- Mia Hermansson-Högdahl (* 1965), schwedische Handballspielerin und -trainerin